# Marcelo Arturo González Amador
Marcelo Arturo González Amador (ur. 16 stycznia 1956 w Placetas) – kubański duchowny katolicki, biskup Santa Clara od 1999.

## Życiorys
Święcenia kapłańskie otrzymał 18 grudnia 1983. 

## Episkopat
31 października 1998 papież Jan Paweł II mianował go biskupem pomocniczym diecezji Santa Clara, ze stolicą tytularną Segia. Sakry biskupiej udzielił mu 20 grudnia 1998 biskup Fernando Ramon Prego Casal.
4 czerwca 1999 został mianowany biskupem ordynariuszem diecezji Santa Clara. W listopadzie 2013 został wybrany wiceprzewodniczącym Konferencji Episkopatu Kuby.